# Glenn Curtiss
Glenn Hammond Curtiss (Hammondsport, Steuben megye, New York, 1878. május 21. – Buffalo, New York állam, 1930. július 23.) az amerikai repülés és motorkerékpározás úttörője, az amerikai repülőgépipar egyik alapítója volt. Karrierjét a motorkerékpározás előtt kerékpárversenyzőként és -építőként kezdte. Már 1904-ben léghajómotorokat kezdett gyártani. 1908-ban Curtiss csatlakozott az Aerial Experiment Associationhoz, egy úttörő kutatócsoporthoz, amelyet Alexander Graham Bell alapított Beinn Bhreagh-ban, Új-Skóciában repülőgépgyártásra.
Curtissé volt az első hivatalosan tanúsított repülés Észak-Amerikában, megnyert egy versenyt a világ első nemzetközi légi versenyén Franciaországban, és az övé volt az első hosszú távú repülés az Egyesült Államokban. Közreműködése a repülőgépek tervezéséhez és építéséhez vezetett a  Curtiss Aeroplane and Motor Company megalakulásához, amely ma a Curtiss-Wright Corporation része. Cége repülőgépet épített az Egyesült Államok hadseregének és haditengerészetének, és az első világháborút megelőző években a hidroplánokkal végzett kísérletei a haditengerészeti repülés fejlődését eredményezték. A két világháború között és a második világháború alatt Curtiss polgári és katonai repülőgépei domináltak.

## Életpályája
Glenn Curtiss 1878-ban született Hammondsportban, New Yorkban, Frank Richmond Curtiss és Lua Andrews  gyermekeként. Noha csak nyolc osztályt végzett, korai érdeklődése a mechanika és a találmányok iránt már első állásánál feltűnő volt, az Eastman Dry Plate and Film Companynál (a későbbi Eastman Kodak Company) Rochesterben. Feltalált egy üzemi felhasználásra alkalmas stencilgépet, később pedig egy kezdetleges fényképezőgépet készített, hogy a fényképészetet tanulmányozhassa.
1898. március 7-én feleségül vette Lena Pearl Neffet (1879–1951), Guy L. Neff és Jenny M. Potter lányát, Hammondsportban, New Yorkban. Két gyermekük született: Carlton N. Curtiss (1901–1902) és Glenn Hammond Curtiss (1912–1969).
Karrierjét a Western Unionnál kezdte mint biciklis futár, kerékpárversenyző és egy kerékpárbolt tulajdonosa. 1901-ben, amikor a belső égésű motorok elérhetőbbé váltak, érdeklődése a motorkerékpárok felé fordult. 1902-ben Curtiss saját egyhengeres motorjaival kezdett el motorkerékpárokat gyártani.
1907. január 24-én Curtiss 40 lóerős (30 kW) V8-as motorkerékpárján nem hivatalos világrekordot állított fel óránként 136,36 mérfölddel (219,45 km/h). A léghűtéses F-motor a repülőgépekben való használatra készült. Motorkerékpáros rekordja 1930-ig nem dőlt meg. Ez a motorkerékpár ma a Smithsonian Intézetben van. Curtiss versenysikere megerősítette hírnevét mint a nagy teljesítményű motorkerékpárok és motorok vezető gyártója.

## A repülés úttörője

### Curtisss, a motorszakértő
1904-ben Curtiss lett a kaliforniai léghajós Tom Baldwin motorjainak szállítója.
1907-ben Alexander Graham Bell felkérte Curtisst, hogy dolgozzon ki egy megfelelő motort repülési kísérleteihez. Bell úgy tekintett Curtissra, mint „az ország legnagyobb motorszakértőjére”, és meghívta, hogy csatlakozzon az Aerial Experiment Associationhoz (AEA).

### Az AEA légi kísérletei
1908 és 1910 között az AEA négy repülőgépet gyártott, mindegyik fejlettebb az előzőnél. Curtiss előbb megtervezte az AEA harmadik repülőgépét, és tesztpilótájává vált, a legtöbb bizonyító kísérletet hajtva végre. 1908. július 4-én 5580 m-re repült, hogy megnyerje a Scientific American Trophyt és 2500 dolláros díját. Ez volt az első nyilvános, előre bejelentett, a levegőnél nehezebb géppel történő repülés Amerikában.

## Repülési versenyek
Az 1909–1910-es időszakban Curtiss számos bemutatópilótát foglalkoztatott, köztük volt Eugene Ely, Charles K. Hamilton, Augustus Post és Hugh Robinson. A légi versenyek és bemutató repülések segítettek megismertetni a repülést a közönséggel, Curtiss kihasználta ezeket az alkalmakat, hogy promoválja termékeit.
1909 augusztusában Curtiss részt vett a Grande Semaine d'Aviation repülési találkozón a franciaországi Reimsben. A Wrights fivérek, akik abban az időben Németországban értékesítették gépeiket, úgy döntöttek, hogy nem vesznek részt személyesen. Két Wright-repülőgép volt jelen, de nem nyertek semmit. Curtiss a 2. számú kétfedelű repülőgépével megnyerte a Gordon Bennett Kupát, a 20 km-es (12,5 mérföldes) pályát 16 perc alatt teljesítette, 46,5 km/h sebességgel, 6 másodperccel gyorsabb volt, mint a második helyezett Louis Blériot.
1910. május 29-én Curtiss Albanyból New Yorkba repült, ez volt az első hosszú távú repülés az Egyesült Államok két nagyvárosa között. A 137 mérföldes (220 km) repülés alatt, amelyet négy óra alatt teljesített, kétszer állt meg tankolni. 10 000 dolláros díjat nyert Joseph Pulitzertől, és a Scientific American trófea állandó birtokosa lett.
1910 júniusában Curtiss szimulált bombázási demonstrációt tartott a Hammondsport haditengerészeti tisztjeinek.

## Fordítás
- Ez a szócikk részben vagy egészben  a   Glenn Curtis című angol Wikipédia-szócikk fordításán alapul.  Az eredeti cikk szerkesztőit annak laptörténete sorolja fel. Ez a jelzés csupán a megfogalmazás eredetét és a szerzői jogokat jelzi, nem szolgál a cikkben szereplő információk forrásmegjelöléseként.